# Río Bolaños
Il Río Bolaños è un fiume del Messico che scorre attraverso la Sierra Madre Occidentale, affluente del Río Grande de Santiago. Ha una lunghezza di 360 km e un bacino idrografico di circa 10000 km².

## Geografia
Il fiume nasce nello stato di Zacatecas, circa 60 km ad ovest della città di Fresnillo, circa 40 km a sud del Tropico del Cancro. Scorre a sud tra la Sierra los Huicholes ad ovest e la Sierra de Morones ad est. Entra nello stato di Jalisco dopo aver percorso circa 85 km, per poi confluire nel Río Lerma, circa 40 km a nord-ovest della città di Tequila. Gli ultimi 32 km di tratto delimitano il confine tra gli stati di Jalisco e Nayarit.
Tra le principali aree urbane attraversate ricordiamo:
- nello Zacatecas: San Mateo e Valparaiso;
- nel Jalisco: Mezquitic, Villa Guerrero, Bolaños, Chimaltitán e San Martín de Bolaños.